# Епархия Тлапы
Епархия Тлапы (лат. Dioecesis Tlapensis) — Епархия Римско-католической церкви с центром в городе Тлапа-де-Комонфорт, Мексика. Епархия Тлапы входит в митрополию Акапулько. Кафедральным собором епархии Тлапы является церковь святого Августина.

## История
4 января 1992 года Римский папа Иоанн Павел II издал буллу «Efflorescentem Mexici», которой учредил епархию Тлапы, выделив её из епархии Чильпансинго-Чилапы.

## Ординарии епархии
- епископ Alejo Zavala Castro (4.01.1992 — 19.11.2005);
- епископ Óscar Roberto Domínguez Couttolenc (27.03.2007 — 17.07.2012);
- вакансия.

## Источник
- Annuario Pontificio, Libreria Editrice Vaticana, Città del Vaticano, 2003, ISBN 88-209-7422-3
- Булла Efflorescentem Mexici  (лат.)